# Enicospilus xuae
Enicospilus xuae là một loài tò vò trong họ Ichneumonidae.